# Miss Bikini International
Miss Bikini International (oficiálně The Miss Bikini International pageant) je mezinárodní soutěž krásy. Soutěž založil Charlie See v roce 1972 v USA.
Současně ve velkém finále, kde soutěží dívky z celého světa o titul Miss Bikini International mohou i muži soutěžit o titul Beach Hunk. Úřadující vítězkou pro rok 2011 je Agnieszka Miszkiewicz z Polska.
V roce 1997 se stala Miss Bikini International zatím jediná Češka Jana Festová.

## Vítězky soutěže
| rok  | ročník | Vítězka                        | Země           | Česká reprezentantka | Datum konání      | Místo konání   |
| ---- | ------ | ------------------------------ | -------------- | -------------------- | ----------------- | -------------- |
| 1997 | 22.    | Jana Festová                   | Česko          | Jana Festová         |                   | neznámá vlajka |
| 2006 | 31.    | Júlia Liptáková                | Slovensko      | Petra Čuboňová       | 26. listopad 2006 | Čína           |
| 2007 | 32.    | Lourdes Katherine Añez Márquez | Venezuela      | Gabriela Kořínková   | 8. prosinec 2007  | Šanghaj        |
| 2008 | 33.    |                                | neznámá vlajka |                      |                   | neznámá vlajka |
| 2009 | 34.    |                                | neznámá vlajka |                      |                   | neznámá vlajka |
| 2010 | 35.    | Diana Irina Boanca             | Rumunsko       | Lenka Olbertová      | 29. květen 2010   | San-ja         |
| 2011 | 36.    | Agnieszka Miszkiewicz          | Polsko         | Tereza Fajksová      | 28. září 2011     | Čching-tao     |
| 2012 | 37.    |                                | neznámá vlajka | Lucie Procházková    | 8. prosinec 2012  | Peking/Sia-men |

## Úspěchy českých dívek
| Miss Bikini International      | Miss Bikini International | Miss Bikini International | Miss Bikini International |
| Ročník                         | Jméno a Příjmení          | Umístění                  |                           |
| ------------------------------ | ------------------------- | ------------------------- | ------------------------- |
| Miss Bikini International 1997 | Jana Festová              | vítězka                   |                           |
| Miss Bikini International 2006 | Petra Čuboňová            | III. Vicemiss             |                           |
| Miss Bikini International 2007 | Gabriela Kořínková        | I. Vicemiss               |                           |
| Miss Bikini International 2011 | Tereza Fajksová           | TOP 24                    |                           |

| Zvláštní ceny                  | Zvláštní ceny    | Zvláštní ceny             | Zvláštní ceny |
| Ročník                         | Jméno a Příjmení | Umístění                  |               |
| ------------------------------ | ---------------- | ------------------------- | ------------- |
| Miss Bikini International 2010 | Lenka Olbertová  | Miss Talent - I. vicemiss |               |